# Élections générales québécoises de 2014
Les élections générales québécoises de 2014 ont lieu le 7 avril 2014 ; elles mènent à la défaite du Parti québécois au profit du Parti libéral du Québec, permettant à Philippe Couillard de devenir premier ministre du Québec.
Le scrutin amène l’élection des députés de la 41e législature de l’Assemblée nationale, c’est-à-dire à 70 députés libéraux, 30 députés péquistes, 22 députés caquistes et trois députés solidaires. Au moment de la dissolution de l’Assemblée nationale le 5 mars 2014, celle-ci était plutôt composée de 54 députés péquistes, 49 libéraux, 18 caquistes, 2 solidaires et 2 indépendants.

## Contexte
Malgré l’adoption d’une loi sur la tenue d’élections à date fixe en 2013, la situation minoritaire du gouvernement issu de l’élection générale de septembre 2012 rendait probable le déclenchement d’un scrutin anticipé avant l’échéance prévue du 3 octobre 2016. Cette possibilité alimentait les spéculations depuis plusieurs mois, ce qui a incité le directeur général des élections du Québec à amorcer ses préparatifs dès l’automne 2013.
La possibilité que le gouvernement minoritaire de Pauline Marois et du Parti québécois soient défaits sur le budget du ministre des Finances Nicolas Marceau étant réelle compte tenu des menaces des partis d’opposition, la première ministre a choisi de demander la dissolution de l’assemblée le 5 mars en vue d’un scrutin général le 7 avril.
Le déclenchement du scrutin a été précédé d’une série d’annonces du gouvernement péquiste, qui a dévoilé en séquence rapide une réforme de l’enseignement de l’histoire nationale, une politique de lutte contre l’itinérance, un livre blanc sur la jeunesse, ainsi qu’une stratégie nationale de mobilité durable, qui réaffecte près d’un milliard de fonds destiné aux routes vers les transports collectifs. En matière économique, le gouvernement sortant a dévoilé des engagements totalisant 2 milliards de dollars, incluant une participation financière dans une cimenterie en Gaspésie, son association à un projet d’exploration pétrolière sur l’île d’Anticosti et un blitz de 80 annonces en quatre jours dans le cadre d’une tournée qui coïncidait avec la tenue d’un caucus des députés du gouvernement en Mauricie et dans le Centre-du-Québec.

## Partis politiques

### Parti québécois
Chef : Pauline Marois
Slogan : Déterminée
La première ministre sortante, Pauline Marois, veut convaincre les électeurs de lui donner une majorité à l'Assemblée nationale 18 mois après avoir obtenu un premier mandat minoritaire de la population. Plus expérimentée que ses adversaires, Mme Marois a gagné en aplomb depuis son arrivée au pouvoir estiment les observateurs de la scène politique. Pour plusieurs, l'accident ferroviaire de Lac-Mégantic a marqué un tournant dans la perception de son gouvernement dans l'opinion publique québécoise.
La première ministre peut compter sur l'unité du Parti québécois après les turbulences qui ont secoué son leadership en 2011. Après avoir mis en place une politique de « gouvernance souverainiste » qui a laissé une partie de sa base indépendantiste sur sa faim, elle a galvanisé les militants de son parti en prenant l'engagement de déposer un livre blanc sur l'avenir du Québec au cours d'un prochain mandat dans un discours prononcé à Trois-Rivières un mois avant le déclenchement de l'élection.
En début de campagne, le Parti québécois mise sur sa politique en matière d'identité, incarnée par le dépôt à l'automne 2013 du projet de loi 60 sur la laïcité de l'État et un certain recentrage de ses positions sur le plan économique, illustré par la politique économique rendue publique en octobre 2013 et par deux budgets où dominent le contrôle des dépenses et certaines hausses de tarifs.
Le 7 avril 2014, le soir même des élections, Pauline Marois démissionne en tant que chef du Parti québécois.

### Parti libéral du Québec
Chef : Philippe Couillard
Slogan : Ensemble, on s'occupe des vraies affaires
À sa première campagne électorale, le chef du Parti libéral du Québec, Philippe Couillard, mise sur un discours axé sur la question nationale et le référendum. Le parti entend mettre l'accent sur les « vraies affaires », c'est-à-dire le développement économique et l'assainissement des finances publiques, qu'il entend vendre à l'électorat avec un discours plus populiste et des candidatures au profil économique. Le chef libéral a d'ailleurs l'intention de brandir le spectre de la « séparation » et du référendum au cours de la campagne électorale.
Disant vouloir s'entourer de « personnes fortes », le chef libéral désire présenter une équipe renouvelée aux électeurs en recrutant de nouveaux candidats pour remplacer une dizaine de députés qui ont annoncé leur départ de la vie politique depuis son arrivée à la tête du parti. Le leadership de M. Couillard a été mis à rude épreuve par son absentéisme une fois élu chef de son parti politique, par sa position dite «molle» sur plusieurs sujets de lois provinciales ou enjeux sociaux-économiques au Québec, par le débat sur la Charte des valeurs, un débat qui a « déstabilisé » un PLQ « mal préparé à un débat aussi énergique », selon le journaliste Alec Castonguay de L'Actualité. L'expulsion de la députée de La Pinière, Fatima Houda-Pepin du caucus libéral, le 20 janvier 2014 et l'annonce de sa candidature comme candidate indépendante, contre Gaétan Barrette, candidat-vedette de la CAQ en 2012 attiré au parti libéral par M. Couillard, est à surveiller, selon les observateurs.

### Coalition Avenir Québec
Chef : François Legault
Slogan : On se donne Legault
Malgré la mauvaise performance de son parti dans les sondages pré-électoraux, la Coalition avenir Québec de François Legault veut présenter à l'électorat « des idées et une vision qui n'existent pas dans les deux autres partis ». Après le départ de Jacques Duchesneau, déçu de la vie politique, le retrait surprise d'Hélène Daneault, pour « des raisons de santé » et la défection de Gaétan Barrette, attiré par le Parti libéral, la CAQ estime tout de même qu'elle pourra créer une surprise le 7 avril.
M. Legault entend mener une « anti-campagne » où il défendra une politique d'austérité caractérisée par l'atteinte du déficit zéro dès l'année fiscale 2014-2015 et des réductions d'effectifs dans les services publics pour financer des réductions d'impôt. Le parti de M. Legault compte séduire les électeurs par une combinaison de politiques nouvelles, comme son « plan Saint-Laurent », et de politiques héritées de l'Action démocratique du Québec, comme l'abolition des commissions scolaires et le congédiement des enseignants les moins performants.

### Québec solidaire
Porte-paroles : Françoise David et Andres Fontecilla
Slogan : Pour l'amour d'un Québec [...]
Peu avant le déclenchement de la campagne, des centaines de militants de Québec solidaire et Option nationale ainsi que des non-affiliés appellent à une union entre les deux partis afin de ne pas diviser les forces progressistes et indépendantistes. On y retrouve notamment les signatures des comédiennes Geneviève Rochette et Catherine Dorion ainsi que celle de la cinéaste Anaïs Barbeau-Lavalette. Les deux formations repoussent cependant la proposition pour ces élections, expliquant qu'il y a trop peu de temps pour travailler sérieusement à ce sujet mais n'excluant pas des rapprochements après le scrutin.
Québec Solidaire lance sa campagne en s'ancrant dans l'opposition au PQ, qu'il accuse d'avoir trahi ses électeurs et d'avoir un « bilan catastrophique », notamment du point de vue social et environnemental. Le parti annonce vouloir conserver ses deux députés sortant et espère des gains, notamment à Montréal (circonscriptions Laurier-Dorion et Sainte-Marie–Saint-Jacques), mais vise aussi des progressions en régions. Il espère également des débats de fond et appelle à une campagne d'idées sur un ton modéré.
Cette fois, Françoise David participera à tous les débats télévisés.

### Option nationale - Pour l'indépendance du Québec
Option nationale (ON) est un parti souverainiste dont la particularité est de rejeter la possibilité de remettre l'indépendance à plus tard. ON est ouvert à des alliances avec le PQ et QS, pourvu qu'elles soient négociées en avance. Le PQ ayant déjà fermé la porte à des alliances, des gens d'ON et de QS ont tenté une campagne de collaboration appelée Synergie peu avant l'élection. Cependant, cette initiative vient tard (juste avant l'élection) et n'est pas appuyée par les dirigeants des deux partis. ON met une condition d'engagement souverainiste clair pour le prochain mandat, ce que ni le PQ ni QS ne promettent (selon leurs programmes, le PQ attend l'assurance de gagner un référendum, et QS délègue à une constituante le soin de décider si la constitution du Québec inclut l'indépendance ou non). Le 26 février 2014, le Directeur général des élections autorise le parti à changer sa dénomination en « Option nationale - Pour l'indépendance du Québec », titre qui apparaît sur les bulletins de vote.

### Parti vert du Québec
Le Parti vert du Québec se présente comme une nouvelle alternative de gauche, notamment avec une nouvelle plateforme écosocialiste et se positionne comme neutre quant à la question de l'indépendance du Québec, présentant des candidats fédéralistes et souverainistes qui priorisent l'environnement. Il présente 44 candidats, majoritairement sur l'île de Montréal, dans la région métropolitaine de Montréal et en Estrie.

### Parti conservateur du Québec
Le Parti conservateur du Québec se positionne comme le seul parti de droite au Québec et s'affiche ouvertement en tant que parti fédéraliste. Il présente 60 candidats, principalement dans la région de Québec.

### Autres partis
Plusieurs partis de moindre importance se présentent à l'élection.
Plusieurs petits partis aux opinions très diverses (Bloc Pot, Équipe autonomiste, Parti équitable, Parti marxiste-léniniste du Québec, Parti des sans parti et Parti unité nationale), se réunissent en début de campagne afin de déposer des demandes communes au directeur général des élections du Québec. Il s'agit pour eux d'être mieux considérés par les institutions et de réclamer une plus grande facilité pour publiciser leurs programmes. Ils demandent notamment par la distribution des plateformes électorales dans les boites au lettre, à la manière de ce qui se fait en France.

## Enjeux

### Avenir politique du Québec
Affirmant que 20 ans après le référendum de 1995, le temps est venu « de réfléchir de nouveau à notre avenir », le Parti québécois propose dans son programme électoral de « réaliser la souveraineté du Québec à la suite d’une consultation de la population par référendum, tenu au moment qu’il jugera approprié ». D'ici là, le parti gouvernemental s'engage à défendre le respect des compétences constitutionnelles du Québec et à exiger de nouveaux pouvoirs dans les domaines du développement économique, de l’éducation, de la culture, de la santé et des services sociaux, de la justice, de l’environnement, de l’immigration, de l’identité et du français.
Philippe Couillard s'oppose fermement au changement du statut politique du Québec, affirmant que l'élection d'un gouvernement majoritaire du Parti québécois « c'est l’assurance d’un référendum sur la séparation du Québec ». Lors de son élection à la direction du PLQ, en mars 2013, le chef de l'opposition proposait que le Québec signe la constitution canadienne de 1982 à temps pour célébrer le 150e anniversaire de la création du Canada, en 2017, soulignant qu'il ne pouvait concevoir « que l'on puisse s'investir en politique québécoise et choisir le Canada sans le désir de voir le Québec réintégrer un jour la famille canadienne ».
Le chef de la CAQ estime quant à lui qu'il s'agit d'un débat d'une autre époque : « les gens sont tannés d'entendre parler de référendum » affirme François Legault, qui indique que son parti se battra pour éviter qu'il y en ait un autre, parce que « la Coalition est là pour rassembler les Québécois ». Dans l'éventualité d'une éventuelle consultation populaire sur le sujet, l'ancien ministre affirme qu'il participera au camp du non.

### Économie et emploi
Tant le Parti libéral que la CAQ entendent faire de l'économie leur principal cheval de bataille au cours de la campagne électorale. En présentant trois candidats provenant du secteur bancaire, Philippe Couillard s'est engagé à créer 250 000 nouveaux emplois au cours des cinq prochaines années, un objectif promis par son prédécesseur Jean Charest durant la campagne électorale de 2012. M. Couillard désire notamment rétablir le financement de la construction d'infrastructures publiques, créer un crédit d'impôt pour la rénovation domiciliaire et relancer le Plan Nord.
De son côté, la CAQ mise sur une substantielle réduction de la taille de l'État afin d'assainir les finances publiques. Le parti de François Legault préconise un « remède de cheval » pour atteindre l'équilibre budgétaire dès l'année fiscale 2014-2015 sans augmenter les taxes et impôts. Ainsi, un gouvernement caquiste stopperait la croissance des effectifs des secteurs public et parapublic en ne comblant pas les postes laissés vacants par le départ à la retraite des baby boomers en plus de procéder à des « réaménagements internes » pour réduire le personnel administratif et augmenter les effectifs qui dispensent des services. L'auteur du cadre financier de la CAQ, le député de Lévis, Christian Dubé , n'a pas voulu décrire en détail les groupes d'emplois qui seraient touchés pour, dit-il « éviter de faire peur à des gens ». Le parti a également l'intention d'éliminer les crédits d'impôts trop généreux, d'éliminer les taxes scolaire et santé, ce qui permettrait de « remettre 1 000 $ dans le portefeuille des familles ».

### Laïcité
L'un des enjeux majeurs de l'élection est le projet de Charte des valeurs québécoises proposé par le ministre responsable des Institutions démocratiques et de la Participation citoyenne Bernard Drainville. Le projet de loi prévoit entre autres l'exclusion de toute forme de signes religieux dans la fonction publique du Québec ce à quoi les partis d'opposition s'opposent complètement ou partiellement.

### Éducation
La CAQ reprend un élément de l'Action démocratique du Québec, qui propose depuis plusieurs années l'abolition des commissions scolaires afin de décentraliser la prise de décision en milieu scolaire. Selon le parti, cette mesure permettrait d'économiser environ 300 millions de dollars par année. L'abolition des commissions scolaires s'accompagnerait de la création de centres de service — une trentaine pour remplacer les 60 commissions scolaires francophones et 9 pour les commissions anglophones — qui offriraient des services communs aux écoles, comme le transport scolaire.
Par ailleurs, le programme caquiste abolirait les listes d'ancienneté régionales pour les enseignants pour les fondre dans une liste globale pour l'ensemble du Québec, ce qui facilitera les déplacements d'enseignants d'une région à l'autre, en plus d'instituer un processus d'évaluation du personnel pouvant mener au congédiement des moins performants.

## Processus électoral
Au moment du déclenchement de la campagne électorale, quelque 5 984 613 électeurs étaient inscrits sur la liste électorale du Directeur général des élections du Québec, ce qui représente une augmentation de 90 000 sur le nombre d'électeurs éligibles lors de l'élection précédente. Les électeurs disposeront de deux périodes de révision pour modifier leur inscription à la liste électorale : une période dite ordinaire, qui se déroule du 17 au 25 mars et une révision spéciale, qui s'étend du 26 mars au 3 avril.
L'élection générale de 2014 comporte plusieurs nouveautés en vertu des modifications apportées à la Loi électorale en 2012 et en 2013. Dans le but d'améliorer le taux de participation des jeunes au processus électoral, les parlementaires ont unanimement ajouté des dispositions établissant des bureaux de vote par anticipation dans les établissements d'enseignement post-secondaires comptant plus de 300 étudiants.
Quelque 400 000 étudiants inscrits dans 175 cégeps, universités et centres de formation professionnelle du Québec pourront voter à leur lieu d'étude pendant quatre jours, le 28 mars et du 1er au 3 avril. Les étudiants qui opteront pour le vote en établissement d'enseignement voteront pour les candidats de leur circonscription de résidence. Ainsi un étudiant de Gaspé inscrit à l'Université Laval de Québec pourra voter dans sa circonscription d'origine ou demander un changement de son inscription sur la liste électorale pour voter dans sa nouvelle circonscription de résidence et voter immédiatement après.
L'exercice du droit de vote avant le jour du scrutin devient une option de plus en plus populaire auprès des électeurs. Selon des statistiques rendues publiques par le DGE, 1 057 706 personnes ont voté dans les bureaux de vote par anticipation, lors des deux journées prévues, les 30 et 31 mars, soit 17,68 % des électeurs inscrits sur la liste électorale. Ce nombre reflète une augmentation par rapport à l'élection générale précédente, puisque 919 120 électeurs s'étaient prévalus des deux journées de vote par anticipation organisés dans le cadre du scrutin du 4 septembre 2012.
Par ailleurs, les partis politiques enregistrés ont reçu un financement public supplémentaire d'environ 6 millions de dollars au début de la campagne, au prorata des suffrages obtenus lors de l'élection générale de 2012. Cette mesure adoptée en décembre 2012 vient contrebalancer la baisse de la contribution annuelle maximale qu'un électeur peut verser à un parti politique, qui avait alors été réduite de 1000 à 100 $. En vertu de ce programme, les principaux partis ont reçu les montants suivants : Parti québécois (1 897 068 $); Parti libéral du Québec (1 852 509 $); Coalition Avenir Québec (1 606 500 $); Québec solidaire (358 137 $).
Les limites de dépenses admissibles pour les partis politiques et les candidats ont également été réduites en 2012. Pour l'élection de 2014, chaque parti politique ne peut dépenser que 66 cents par électeur, pour un maximum de 3 949 844,58 $ excluant les dépenses des candidats locaux. Ces derniers disposent d'un plafond qui est limité à 71 cents par électeur, à l'exception des circonscriptions de Duplessis, Rouyn-Noranda–Témiscamingue, René-Lévesque et Ungava et Îles-de-la-Madeleine qui ont droit à un plafond plus élevé. Le maximum des dépenses admissibles pour un parti politique qui présente des candidats dans les 125 circonscriptions s'établit à 8 237 314,05 $.

## Déroulement

### Événements et chronologie
- 20 février : Le gouvernement Pauline Marois dépose son deuxième budget sur fond de rumeurs d'élections.
- 5 mars : Le lieutenant-gouverneur Pierre Duchesne dissout l'Assemblée nationale à la demande de la première ministre. Déclenchement de la campagne électorale.
- 9 mars : Considéré selon les sondages comme le point tournant de la campagne électorale, l'homme d'affaires Pierre Karl Péladeau annonce qu'il se porte candidat pour le Parti québécois dans Saint-Jérôme et affirme sa volonté de faire du Québec un pays, mettant ainsi la souveraineté du Québec au centre des discussions dans la campagne.
- 22 mars : Date limite de candidature.
- 28 et 29 mars : Vote au bureau du directeur du scrutin.
- 30 et 31 mars : Vote par anticipation.
- 1, 2 et 3 avril : Vote au bureau du directeur du scrutin.
- 7 avril : Journée de vote et dévoilement des résultats.

### Slogans
|  | Parti                              | Slogan                                                                      |
|  | ---------------------------------- | --------------------------------------------------------------------------- |
|  | Parti québécois                    | • Plus prospère, plus fort, plus indépendant, plus accueillant • Déterminée |
|  | Parti libéral du Québec            | Ensemble, on s'occupe des vraies affaires                                   |
|  | Coalition avenir Québec            | On se donne Legault                                                         |
|  | Québec solidaire                   | Je vote avec ma tête                                                        |
|  | Option nationale                   | Réveiller le courage                                                        |
|  | Parti vert du Québec               | L'option éco-socialiste pour le Québec                                      |
|  | Parti conservateur du Québec       | Cessons de tourner en rond !                                                |
|  | Parti marxiste-léniniste du Québec | Pour un Québec souverain qui défend les droits de tous !                    |
|  | Bloc Pot                           | Pour un Québec en fleurs                                                    |

## Volet communication politique

### Stratégies de marketing politique
Lors de l’élection québécoise de 2014, les principaux partis, soit le Parti québécois (PQ), le Parti libéral du Québec (PLQ), la Coalition avenir Québec (CAQ) et Québec solidaire (QS), ont eu recours à plusieurs stratégies de marketing politique.

### Centralisation
En raison du déclin du nombre de membres et de l’influence de ceux-ci dans les différents partis politiques au Québec, ceux-ci concentrent « une plus grande quantité de pouvoirs entre les mains des têtes dirigeantes des organisations politiques, leur offrant de ce fait une plus grande marge de manœuvre quant à une possible adoption du marketing politique.»

### Planification de la campagne électorale
Parti libéral du Québec et Parti québécois
Les stratèges des partis ont commencé à préparer la campagne électorale environ huit à dix mois avant le déclenchement de l’élection.
Coalition avenir Québec
Les responsables de l’organisation de la campagne se sont préparés très tôt à l’éventualité d’une élection hâtive, ce qui eut pour effet que certaines de leurs stratégies n’étaient plus applicables au contexte de l’élection.
Québec solidaire
C’est chez ce parti que les préparatifs à la campagne ont commencé le plus tôt, soit près de deux ans avant le déclenchement des élections.

### Recherche
Parti libéral du Québec
La recherche était un élément central de la stratégie électorale libérale. En effet, les stratèges libéraux ont concentré 50% de leurs efforts à la recherche. De plus, le PLQ a misé fortement sur une recherche axée sur leurs adversaires politiques à l’aide de groupes de discussions, ce qui leur a permis de « définir leurs adversaires en plus d’avoir été une source d’inspiration pour des publicités négatives. »
Parti québécois
Beaucoup de recherches ont été effectuées par le parti pour établir la date idéale pour déclencher les élections. La stratégie de recherche du PQ a mis beaucoup l’accent sur le contenu politique. Par contenu politique, on entend le travail de recherche qui fut effectué par « une équipe avec une grande expérience parlementaire a littéralement composé une bible permettant à la cheffe de réagir rapidement sur tous les thèmes pouvant apparaître à l’ordre du jour. » Les outils de collectes utilisés par le parti sont nombreux, soit l’usage « des sondages maison, des sondages externes en provenance de firmes spécialisées, des groupes de discussion, de l’observation sur le terrain et sur les médias sociaux. »
Coalition avenir Québec
La CAQ a concentré ses efforts de recherche pour enligner ses positions électorales avec l’opinion de la population sur les enjeux centraux de la campagne. Avec l’aide de groupes de discussions, de l’analyse des sondages et de la rétroaction de leurs membres, les stratèges de la CAQ ont identifié les enjeux électoraux qui étaient les plus importants aux yeux de l’électorat québécois.
Québec solidaire
Ce parti ayant moins de ressources pour faire de la recherche ciblée, les stratèges politiques de QS ont ciblé leur électorat avec l’aide des différents sondages pour accumuler des informations sur les électeurs sans devoir dépenser trop de ressources financières pour les obtenir.

### Segmentation de l'électorat
Parti libéral du Québec
Les stratèges du PLQ ont segmenté les électeurs en deux catégories, soit les intentions de vote et l’importance que ceux-ci accordaient à certains enjeux électoraux. Ils ont ensuite fusionné ces deux catégories pour obtenir un groupe d’électeurs très précis. En obtenant un profil d’électeur précis, le PLQ a réussi à profiter de la menace référendaire qui planait sur l’élection pour rapatrier les électeurs qu’ils avaient perdus lors de l’élection de 2012.
Parti québécois
La segmentation de l’électorat au PQ servait en grande partie à identifier les électeurs qui étaient les plus réceptifs au produit politique. La campagne électorale a cependant démontré que l’ouverture du parti à proposer un référendum sur la souveraineté a eu pour effet de rallier les électeurs fédéralistes au PLQ, sans toutefois provoquer un rassemblement des électeurs souverainistes au PQ. En effet, parmi les 48 comtés où le taux de participation a chuté de plus de 5 % comparativement aux résultats de l’élection générale québécoise de 2012, 37 de ces comtés avaient été gagnés par le Parti québécois en 2012.
Coalition avenir Québec
Les stratèges politiques de la CAQ ont segmenté l’électorat en fonction de deux dimensions; sociodémographique et géographique. Ils ont ensuite ajouté une dimension basée sur les idéaux politiques et sur les enjeux de la campagne dans le but d’identifier un produit politique qui aurait la capacité de rallier le plus d’électeurs potentiels dans le giron de la CAQ.
Québec solidaire
La segmentation ne fut que très peu utilisée chez les stratèges du parti, car en raison des données qu’ils pouvaient consulter dans les différents sondages, leur portrait des électeurs était déjà assez précis pour leur fin électorale.

### Ciblage
Parti libéral du Québec
Grâce à un travail de recherche et de segmentation efficace, les stratèges du PLQ ont été en mesure d’identifier une partie de l’électorat ou ils pouvaient faire des gains importants, notamment chez l’électorat de la CAQ qui restait très volatile. Cet électorat précis était considéré comme « l’unique cible du PLQ. » Les stratèges ont calculé qu’en raison des nombreux enjeux qui rejoignent l’électorat du PLQ et de la CAQ, le parti pouvait donc effectuer du « ciblage de conquête et du ciblage de renforcement. » En effet, l’équipe des stratèges libéraux a perfectionné une stratégie de ciblage de l’électorat de la CAQ qui voulait qu’en « créant le produit politique et en orientant le marketing tactique en fonction de ce segment, ils pourraient simultanément rejoindre et satisfaire les électeurs libéraux traditionnels. » De cette manière, le PLQ pouvait cibler les électeurs caquistes et renforcer l’électorat libéral. En raison de cette technique de ciblage, le PLQ a récolté 41,5% des suffrages et a fait augmenter son nombre de députés de 50 à 70 par rapport à l’élection de 2012.
Parti québécois
Le ciblage de l’électorat du PQ pour l’élection de 2014 a été établi en fonction de qui était le plus enclin à adhérer aux valeurs mises de l’avant par le parti. Considéré comme avant-gardiste dans ce domaine, le PQ, « en plus des outils de recherche conventionnels, a eu recours au Web 2.0. » Par des techniques informatiques, les stratèges péquistes ont créé une hiérarchie et une segmentation de leur électorat. Précisément, ce « procédé les a amenés à rejeter quelques segments sociodémographiques et à prioriser certaines circonscriptions par rapport à d’autres. » Le grand objectif du PQ était de rassembler le plus d’électeurs possibles autour du projet de souveraineté du Québec. Cependant, en s’éloignant du ciblage effectué auprès des jeunes et des étudiants lors des élections de 2012, « le gouvernement de Pauline Marois a dérouté sa base électorale, pour aller séduire des électeurs plus à droite qui, ultimement, ont surtout chercher à éviter un référendum. »
Coalition avenir Québec
L’intelligence de marché, c’est-à-dire la connaissance des caractéristiques sociodémographiques et l’analyse des préférences électorales des électeurs caquistes, a permis à la CAQ de bien cibler son électorat pour l’élection de 2014. Celui-ci n’étant pas assez grand pour prendre le pouvoir, les stratèges du parti ont visé des cibles secondaires grâce à « du ciblage de renforcement (cible principale) et au ciblage de conquête (cible secondaire). » La CAQ avait ciblé son électorat principal : « les familles, dans le 450, des familles de la classe moyenne, de la couronne Nord de Montréal, de la Montérégie en allant le long de la vallée du Saint-Laurent pis évidemment Québec, notre château fort, la Beauce. » Cependant, estimant que cette cible électorale était trop petite, ils ont élargi leur ciblage avec des cibles secondaires, soit les allophones et les anglophones. On note à ce sujet que les « acteurs caquistes ne semblent pas avoir été en mesure de trouver les segments chez qui faire du ciblage de conquête efficace », car le PQ a obtenu semblablement le même support que la CAQ chez les anglophones et les allophones le jour du scrutin. Néanmoins, la CAQ a réussi à augmenter son nombre de députés de 19 à 22 par rapport à l’élection de 2012.
Québec solidaire
Les stratèges du parti ont été en mesure de dresser un portrait très précis de l’électorat notamment en raison de l’analyse des nombreux sondages diffusés lors de la campagne électorale. Le parti a donc utilisé ses informations pour « hiérarchiser les circonscriptions électorales en fonction du nombre d’électeurs correspondant à la cible principale du parti » et a de cette manière ciblé 5 circonscriptions précises dans la région montréalaise. Les stratèges politiques de QS avaient donc ciblé les électeurs volatiles du PQ et le parti a obtenu 60 000 voix de plus qu’aux élections de 2012 et un siège de plus sur l’île de Montréal, soit le comté de Sainte-Marie-Saint-Jacques.

### Positionnement politique
Parti libéral du Québec
La plateforme électorale de l’élection de 2014 pour le PLQ a été établie grâce à l’intelligence de marché. Ce principe fait référence à l’utilisation de données sur les caractéristiques des électeurs pour répondre à leurs besoins. Dans le cas du PLQ, ce principe fut utilisé pour « bâtir un programme électoral qui correspondrait bien sûr d’une part aux valeurs du parti, mais qui en même temps irait chercher selon nous les valeurs des citoyens du Québec. » Le parti s’est positionné comme étant fédéraliste et a mis un accent particulier sur l’économie. Lors des groupes de discussions effectués lors de la campagne, les stratèges ont rapidement conclu que les électeurs trouvaient les politiques du gouvernement Marois trop polarisantes et non prioritaires. Le PLQ s’est donc présenté comme le parti qui allait réduire la bureaucratie et accélérer la création d’emplois, car ces enjeux étaient considérés comme importants par les électeurs.
Parti québécois
Ce sont les membres de la formation politique qui ont élaboré le produit politique souhaité lors de la campagne de 2014, car ce sont eux qui votent sur la plateforme du parti lors de son congrès national. Cette plateforme électorale se veut donc comme un « compromis entre la volonté des membres, l’intelligence de marché et les suggestions de l’aile parlementaire.» Les stratèges politiques du PQ ont voulu positionner le parti comme étant le parti de « la gestion responsable et rigoureuse sur le plan des finances publiques, le parti des causes sociales, le parti de l’environnement et le parti des régions. »
Coalition avenir Québec
La création du produit politique de la CAQ a été entièrement assurée par les acteurs du marketing politique , avec un accent prononcé sur les idées du chef du parti, François Legault. La plateforme électorale de la CAQ a été mise sur pied en fusionnant plusieurs facteurs, notamment « l’intelligence marketing, l’historique et les positions prises dans le passé par la CAQ, le produit politique des adversaires ainsi que le bagage, les préférences et priorités du chef. » Les éléments au centre du positionnement de la CAQ lors de l’élection de 2014 était axé sur, entre autres, un rejet de la question référendaire, une renaissance du nationalisme québécois et une relance de l’économie.
Québec solidaire
La plateforme électorale de QS pour l’élection de 2014 a été mise sur pied par plusieurs comités de militants pour ensuite d’être discutée et adoptée en congrès par les membres. La plateforme de QS mettait l’accent principalement sur la justice sociale et la mise en place de mesures de protection de l’environnement.

### Utilisation de la plateforme Twitter
L’utilisation de l’application Twitter par les candidats des différents partis lors de l’élection québécoise de 2014 est un facteur important dans la nouvelle réalité numérique, car l’usage de ce média social est devenu primordial. En 2014, le Canada se situait en 17e position en 2014 sur près de 150 pays quant à sa propension à exploiter les opportunités offertes par les technologies de l’information et de la communication. Ce virage numérique se fait également sentir au Québec, ou les médias sociaux sont désormais utilisés comme des outils de marketing politique. Lors de l’élection de 2014, Twitter est devenu une plateforme médiatique de choix pour les partis politiques québécois. Avec l’usage de mots-clics tels #polqc, #assnat et #QC2014, les candidats des différents partis pouvaient ainsi « miser sur des techniques de marketing politique telles que la campagne négative, la personnalisation et la promotion de soi, du parti ou du chef. »
Le fait pour un ou une candidate de partager des gazouillis permet aux utilisateurs de la plateforme de se joindre à une conversation numérique. Concrètement, « l’utilisation de mots-clics et d’hyperliens est étroitement associée à la cyberdémocratie et permet aux électeurs d’avoir accès à l’information, telle que communiqués de presse, articles et vidéos. »
Lors de l’élection de 2014, 63% des candidats du PLQ, 62% des candidats de la CAQ et 59% des candidats du PQ ont consacré plus de la moitié de leurs gazouillis à des pratiques de marketing politique.
Dressons un portrait de l’utilisation de l’application Twitter par les différents partis politiques québécois lors de l’élection québécoise de 2014.

#### Parti libéral du Québec
De leur côté, les candidats du PLQ ont utilisé, avec 32% de leurs gazouillis, une stratégie de campagne négative. De son côté, le chef du PLQ Philippe Couillard a utilisé son compte Twitter pour relayer de l’information dans 67% de ses gazouillis. Très actifs sur cette plateforme, les candidats du PLQ ont utilisé des mots-clics à connotation négative envers leurs adversaires, comme « l’usage des mots-clics #FaisPasTaPauline, #PaniqueAuPQ et #PQfail. »

#### Parti québécois
La majorité des candidats du Parti québécois ont surtout misé sur une campagne électorale numérique qui était basée sur des techniques de marketing politique (59%), notamment l’autopromotion (8%). D’un point de vue cyberdémocratique, les candidats péquistes Léo Bureau-Blouin et Martine Desjardins « ont fait la promotion du mot-clic #VoteCampus et y ont consacré respectivement 11% et 7% de leurs gazouillis. » Cette initiative visait à encourager les étudiants à voter en établissant des bureaux de scrutin sur le site d’institutions d’enseignement.

#### Coalition avenir Québec
Les candidats de la CAQ ont misé sur le marketing politique dans 60% de leurs gazouillis, notamment en utilisant dans 23% des messages une campagne négative et en utilisant 10% de leurs gazouillis pour faire la promotion du parti ou de son chef, François Legault. Les membres de la CAQ se sont démarqués des autres formations politiques par la publication, en moyenne, de 880 gazouillis pendant la durée de la campagne électorale. À titre d’exemple, le candidat caquiste Christian Dubé a été le candidat le plus prolifique de la campagne avec un total de 1360 gazouillis répartis sur 34 jours. »

#### Québec solidaire
Les deux co-porte-paroles de Québec solidaire, Françoise David et Andres Fontecilla, « ont consacré 54% de leurs gazouillis à des pratiques cyberdémocratiques telles que le partage d’information (25%), les tweets relationnels (10%) et la prise de position (7%). » Les deux porte-paroles de QS ont également fait usage d’une campagne négative dans 15% de leurs gazouillis.

## Députés qui ne se sont pas représentés
Cette liste inclut les députés encore en poste lors du déclenchement de l'élection.
|  | Nom                    | Parti            | Circonscription |
|  | ---------------------- | ---------------- | --------------- |
|  | Lawrence Bergman       | Libéral          | D'Arcy McGee    |
|  | Jean-Paul Diamond      | Libéral          | Maskinongé      |
|  | Henri-François Gautrin | Libéral          | Verdun          |
|  | Yolande James          | Libéral          | Nelligan        |
|  | Charlotte L'Écuyer     | Libéral          | Pontiac         |
|  | Yvon Marcoux           | Libéral          | Vaudreuil       |
|  | Pierre Marsan          | Libéral          | Robert-Baldwin  |
|  | Danielle St-Amand      | Libéral          | Trois-Rivières  |
|  | Hélène Daneault        | Coalition avenir | Groulx          |
|  | Jacques Duchesneau     | Coalition avenir | Saint-Jérôme    |
|  | Marie Malavoy          | Parti québécois  | Taillon         |
|  | Irvin Pelletier        | Parti québécois  | Rimouski        |
|  | Daniel Ratthé          | Indépendant      | Blainville      |

## Résultats
| Libéral   | Parti québécois | Coalition avenir | Québec solidaire |
| 70 sièges | 30 sièges       | 22 sièges        | 3 sièges         |
| ^         |                 |                  |                  |
| majorité  |                 |                  |                  |

### Résultats par parti politique
| Partis | Partis                       | Chef                                 | Candidats | Sièges | Sièges | Voix      | Voix   | Voix    |
| Partis | Partis                       | Chef                                 | Candidats | 2012   | Élus   | Nb        | %      | +/-     |
| --- | ---------------------------- | ------------------------------------ | --------- | ------ | ------ | --------- | ------ | ------- |
| | Libéral                      | Philippe Couillard                   | 125       | 50     | 70     | 1 757 071 | 41,5 % | +10,3 % |
| | Parti québécois              | Pauline Marois                       | 124       | 54     | 30     | 1 074 120 | 25,4 % | -6,6 %  |
| | Coalition avenir             | François Legault                     | 122       | 19     | 22     | 975 607   | 23,1 % | -4,0 %  |
| | Québec solidaire             | Françoise David et Andrés Fontecilla | 124       | 2      | 3      | 323 124   | 7,6 %  | +1,6 %  |
| | Option nationale             | Sol Zanetti                          | 116       | -      | -      | 30 697    | 0,7 %  | -1,2 %  |
| | Vert                         | Alex Tyrrell                         | 44        | -      | -      | 23 163    | 0,5 %  | -0,4 %  |
| | Conservateur                 | Adrien Pouliot                       | 59        | -      | -      | 16 429    | 0,4 %  | +0,2 %  |
| | Parti nul                    | Renaud Blais                         | 24        | -      | -      | 7 539     | 0,2 %  | +0,1 %  |
| | Bloc pot                     | Hugô St-Onge                         | 14        | -      | -      | 2 690     | 0,1 %  | +0,1%   |
| | Marxiste-léniniste           | Pierre Chénier                       | 24        | -      | -      | 2 016     | 0 %    | +0,0 %  |
| | Parti équitable              | Patricia Domingos                    | 5         | -      | -      | 1 645     | 0 %    | +0,04 % |
| | Parti des sans parti         | Frank Malenfant                      | 5         | -      | -      | 1 291     | 0 %    | -0,1 %  |
| | Mon pays le Québec           | Claude Dupré                         | 6         | -      | -      | 521       | 0 %    | -       |
| | Équipe autonomiste           | Guy Boivin                           | 5         | -      | -      | 400       | 0 %    | -0,04 % |
| | Unité nationale              | Paul Biron                           | 3         | -      | -      | 241       | 0 %    | -0,02 % |
| | Révolution démocratique      | Robert Genesse                       | 1         | -      | -      | 163       | 0 %    | +0,0 %  |
| | Parti indépendantiste (2008) | Michel Lepage                        | 1         | -      | -      | 126       | 0 %    | -0,03 % |
| | Union citoyenne              | Marc-André Lacroix                   | 1         | -      | -      | 58        | 0 %    | -0,05 % |
| | Indépendant                  | Indépendant                          | 10        | -      | -      | 15 361    | 0,4 %  | +0,1 %  |
| Total | Total                        | Total                                | 813       | 125    | 125    | 4 232 262 | 100 %  |         |
| Le taux de participation lors de l'élection était de 71,4 % et 62 793 bulletins ont été rejetés. Il y avait 6 012 440 personnes inscrites sur la liste électorale pour l'élection. |                              |                                      |           |        |        |           |        |         |

### Par circonscription
| Circonscriptions              | Député sortant        | Député sortant           | Député gagnant         | Député gagnant         |
| Abitibi-Témiscamingue         | Abitibi-Témiscamingue | Abitibi-Témiscamingue    | Abitibi-Témiscamingue  | Abitibi-Témiscamingue  |
| ----------------------------- | --------------------- | ------------------------ | ---------------------- | ---------------------- |
| Abitibi-Est                   |                       | Élizabeth Larouche       |                        | Guy Bourgeois          |
| Abitibi-Ouest                 |                       | François Gendron         | François Gendron       | François Gendron       |
| Rouyn-Noranda–Témiscamingue   |                       | Gilles Chapadeau         |                        | Luc Blanchette         |
| Bas-Saint-Laurent             |                       |                          |                        |                        |
| Matane-Matapédia              |                       | Pascal Bérubé            | Pascal Bérubé          | Pascal Bérubé          |
| Rimouski                      |                       | Irvin Pelletier ‡        |                        | Harold LeBel           |
| Rivière-du-Loup–Témiscouata   |                       | Jean D'Amour             | Jean D'Amour           | Jean D'Amour           |
| Capitale-Nationale            |                       |                          |                        |                        |
| Charlesbourg                  |                       | Denise Trudel            |                        | François Blais         |
| Charlevoix–Côte-de-Beaupré    |                       | Pauline Marois           |                        | Caroline Simard        |
| Chauveau                      |                       | Gérard Deltell           | Gérard Deltell         | Gérard Deltell         |
| Jean-Lesage                   |                       | André Drolet             | André Drolet           | André Drolet           |
| Jean-Talon                    |                       | Yves Bolduc              | Yves Bolduc            | Yves Bolduc            |
| La Peltrie                    |                       | Éric Caire               | Éric Caire             | Éric Caire             |
| Louis-Hébert                  |                       | Sam Hamad                | Sam Hamad              | Sam Hamad              |
| Montmorency                   |                       | Michelyne C. St-Laurent  |                        | Raymond Bernier        |
| Portneuf                      |                       | Jacques Marcotte         |                        | Michel Matte           |
| Taschereau                    |                       | Agnès Maltais            | Agnès Maltais          | Agnès Maltais          |
| Vanier-Les Rivières           |                       | Sylvain Lévesque         |                        | Patrick Huot           |
| Centre-du-Québec              |                       |                          |                        |                        |
| Arthabaska                    |                       | Sylvie Roy               | Sylvie Roy             | Sylvie Roy             |
| Drummond–Bois-Francs          |                       | Sébastien Schneeberger   | Sébastien Schneeberger | Sébastien Schneeberger |
| Nicolet-Bécancour             |                       | Donald Martel            | Donald Martel          | Donald Martel          |
| Chaudière-Appalaches          |                       |                          |                        |                        |
| Beauce-Nord                   |                       | André Spénard            | André Spénard          | André Spénard          |
| Beauce-Sud                    |                       | Robert Dutil             | Robert Dutil           | Robert Dutil           |
| Bellechasse                   |                       | Dominique Vien           | Dominique Vien         | Dominique Vien         |
| Chutes-de-la-Chaudière        |                       | Marc Picard              | Marc Picard            | Marc Picard            |
| Côte-du-Sud                   |                       | Norbert Morin            | Norbert Morin          | Norbert Morin          |
| Lévis                         |                       | Christian Dubé           | Christian Dubé         | Christian Dubé         |
| Lotbinière-Frontenac          |                       | Laurent Lessard          | Laurent Lessard        | Laurent Lessard        |
| Côte-Nord                     |                       |                          |                        |                        |
| René-Lévesque                 |                       | Marjolain Dufour         | Marjolain Dufour       | Marjolain Dufour       |
| Duplessis                     |                       | Lorraine Richard         | Lorraine Richard       | Lorraine Richard       |
| Estrie                        |                       |                          |                        |                        |
| Mégantic                      |                       | Ghislain Bolduc          | Ghislain Bolduc        | Ghislain Bolduc        |
| Orford                        |                       | Pierre Reid              | Pierre Reid            | Pierre Reid            |
| Richmond                      |                       | Karine Vallières         | Karine Vallières       | Karine Vallières       |
| Saint-François                |                       | Réjean Hébert            |                        | Guy Hardy              |
| Sherbrooke                    |                       | Serge Cardin             |                        | Luc Fortin             |
| Gaspésie–Îles-de-la-Madeleine |                       |                          |                        |                        |
| Bonaventure                   |                       | Sylvain Roy              | Sylvain Roy            | Sylvain Roy            |
| Gaspé                         |                       | Gaétan Lelièvre          | Gaétan Lelièvre        | Gaétan Lelièvre        |
| Îles-de-la-Madeleine          |                       | Jeannine Richard         |                        | Germain Chevarie       |
| Lanaudière                    |                       |                          |                        |                        |
| Berthier                      |                       | André Villeneuve         | André Villeneuve       | André Villeneuve       |
| Joliette                      |                       | Véronique Hivon          | Véronique Hivon        | Véronique Hivon        |
| L'Assomption                  |                       | François Legault         | François Legault       | François Legault       |
| Masson                        |                       | Diane Gadoury-Hamelin    |                        | Mathieu Lemay          |
| Repentigny                    |                       | Scott McKay              |                        | Lise Lavallée          |
| Rousseau                      |                       | Nicolas Marceau          | Nicolas Marceau        | Nicolas Marceau        |
| Terrebonne                    |                       | Mathieu Traversy         | Mathieu Traversy       | Mathieu Traversy       |
| Laurentides                   |                       |                          |                        |                        |
| Argenteuil                    |                       | Roland Richer            |                        | Yves St-Denis          |
| Bertrand                      |                       | Claude Cousineau         | Claude Cousineau       | Claude Cousineau       |
| Blainville                    |                       | Daniel Ratthé ‡          |                        | Mario Laframboise      |
| Deux-Montagnes                |                       | Daniel Goyer             |                        | Benoit Charette        |
| Groulx                        |                       | Hélène Daneault ‡        |                        | Claude Surprenant      |
| Labelle                       |                       | Sylvain Pagé             | Sylvain Pagé           | Sylvain Pagé           |
| Mirabel                       |                       | Denise Beaudoin          |                        | Sylvie D'Amours        |
| Saint-Jérôme                  |                       | Jacques Duchesneau ‡     |                        | Pierre Karl Péladeau   |
| Laval                         |                       |                          |                        |                        |
| Chomedey                      |                       | Guy Ouellette            | Guy Ouellette          | Guy Ouellette          |
| Fabre                         |                       | Gilles Ouimet            | Gilles Ouimet          | Gilles Ouimet          |
| Laval-des-Rapides             |                       | Léo Bureau-Blouin        |                        | Saul Polo              |
| Mille-Îles                    |                       | Francine Charbonneau     | Francine Charbonneau   | Francine Charbonneau   |
| Sainte-Rose                   |                       | Suzanne Proulx           |                        | Jean Habel             |
| Vimont                        |                       | Jean Rousselle           | Jean Rousselle         | Jean Rousselle         |
| Mauricie                      |                       |                          |                        |                        |
| Champlain                     |                       | Noëlla Champagne         |                        | Pierre-Michel Auger    |
| Laviolette                    |                       | Julie Boulet             | Julie Boulet           | Julie Boulet           |
| Maskinongé                    |                       | Jean-Paul Diamond ‡      |                        | Marc H. Plante         |
| Saint-Maurice                 |                       | Luc Trudel               |                        | Pierre Giguère         |
| Trois-Rivières                |                       | Danielle St-Amand ‡      |                        | Jean-Denis Girard      |
| Montérégie                    |                       |                          |                        |                        |
| Beauharnois                   |                       | Guy Leclair              | Guy Leclair            | Guy Leclair            |
| Borduas                       |                       | Pierre Duchesne          |                        | Simon Jolin-Barrette   |
| Brome-Missisquoi              |                       | Pierre Paradis           | Pierre Paradis         | Pierre Paradis         |
| Chambly                       |                       | Bertrand St-Arnaud       |                        | Jean-François Roberge  |
| Châteauguay                   |                       | Pierre Moreau            | Pierre Moreau          | Pierre Moreau          |
| Granby                        |                       | François Bonnardel       | François Bonnardel     | François Bonnardel     |
| Huntingdon                    |                       | Stéphane Billette        | Stéphane Billette      | Stéphane Billette      |
| Iberville                     |                       | Marie Bouillé            |                        | Claire Samson          |
| Johnson                       |                       | Yves-François Blanchet   |                        | André Lamontagne       |
| La Pinière                    |                       | Fatima Houda-Pepin       |                        | Gaétan Barrette        |
| Laporte                       |                       | Nicole Ménard            | Nicole Ménard          | Nicole Ménard          |
| La Prairie                    |                       | Stéphane Le Bouyonnec    |                        | Richard Merlini        |
| Marie-Victorin                |                       | Bernard Drainville       | Bernard Drainville     | Bernard Drainville     |
| Montarville                   |                       | Nathalie Roy             | Nathalie Roy           | Nathalie Roy           |
| Richelieu                     |                       | Élaine Zakaïb            | Élaine Zakaïb          | Élaine Zakaïb          |
| Saint-Hyacinthe               |                       | Émilien Pelletier        |                        | Chantal Soucy          |
| Saint-Jean                    |                       | Dave Turcotte            | Dave Turcotte          | Dave Turcotte          |
| Sanguinet                     |                       | Alain Therrien           | Alain Therrien         | Alain Therrien         |
| Soulanges                     |                       | Lucie Charlebois         | Lucie Charlebois       | Lucie Charlebois       |
| Taillon                       |                       | Marie Malavoy            |                        | Diane Lamarre          |
| Vachon                        |                       | Martine Ouellet          | Martine Ouellet        | Martine Ouellet        |
| Vaudreuil                     |                       | Yvon Marcoux ‡           |                        | Marie-Claude Nichols   |
| Verchères                     |                       | Stéphane Bergeron        | Stéphane Bergeron      | Stéphane Bergeron      |
| Montréal                      |                       |                          |                        |                        |
| Est                           |                       |                          |                        |                        |
| Anjou–Louis-Riel              |                       | Lise Thériault           | Lise Thériault         | Lise Thériault         |
| Bourassa-Sauvé                |                       | Rita de Santis           | Rita de Santis         | Rita de Santis         |
| Bourget                       |                       | Maka Kotto               | Maka Kotto             | Maka Kotto             |
| Crémazie                      |                       | Diane De Courcy          |                        | Marie Montpetit        |
| Gouin                         |                       | Françoise David          | Françoise David        | Françoise David        |
| Hochelaga-Maisonneuve         |                       | Carole Poirier           | Carole Poirier         | Carole Poirier         |
| Jeanne-Mance–Viger            |                       | Filomena Rotiroti        | Filomena Rotiroti      | Filomena Rotiroti      |
| LaFontaine                    |                       | Marc Tanguay             | Marc Tanguay           | Marc Tanguay           |
| Laurier-Dorion                |                       | Gerry Sklavounos         | Gerry Sklavounos       | Gerry Sklavounos       |
| Mercier                       |                       | Amir Khadir              | Amir Khadir            | Amir Khadir            |
| Pointe-aux-Trembles           |                       | Nicole Léger             | Nicole Léger           | Nicole Léger           |
| Rosemont                      |                       | Jean-François Lisée      | Jean-François Lisée    | Jean-François Lisée    |
| Sainte-Marie–Saint-Jacques    |                       | Daniel Breton            |                        | Manon Massé            |
| Viau                          |                       | David Heurtel            | David Heurtel          | David Heurtel          |
| Ouest                         |                       |                          |                        |                        |
| Acadie                        |                       | Christine St-Pierre      | Christine St-Pierre    | Christine St-Pierre    |
| D'Arcy-McGee                  |                       | Lawrence Bergman ‡       |                        | David Birnbaum         |
| Jacques-Cartier               |                       | Geoffrey Kelley          | Geoffrey Kelley        | Geoffrey Kelley        |
| Marguerite-Bourgeoys          |                       | Robert Poëti             | Robert Poëti           | Robert Poëti           |
| Marquette                     |                       | François Ouimet          | François Ouimet        | François Ouimet        |
| Mont-Royal                    |                       | Pierre Arcand            | Pierre Arcand          | Pierre Arcand          |
| Nelligan                      |                       | Yolande James ‡          |                        | Martin Coiteux         |
| Outremont                     |                       | Philippe Couillard       |                        | Hélène David           |
| Notre-Dame-de-Grâce           |                       | Kathleen Weil            | Kathleen Weil          | Kathleen Weil          |
| Robert-Baldwin                |                       | Pierre Marsan ‡          |                        | Carlos Leitão          |
| Saint-Henri–Sainte-Anne       |                       | Marguerite Blais         | Marguerite Blais       | Marguerite Blais       |
| Saint-Laurent                 |                       | Jean-Marc Fournier       | Jean-Marc Fournier     | Jean-Marc Fournier     |
| Verdun                        |                       | Henri-François Gautrin ‡ |                        | Jacques Daoust         |
| Westmount–Saint-Louis         |                       | Jacques Chagnon          | Jacques Chagnon        | Jacques Chagnon        |
| Nord-du-Québec                |                       |                          |                        |                        |
| Ungava                        |                       | Luc Ferland              |                        | Jean Boucher           |
| Outaouais                     |                       |                          |                        |                        |
| Chapleau                      |                       | Marc Carrière            | Marc Carrière          | Marc Carrière          |
| Gatineau                      |                       | Stéphanie Vallée         | Stéphanie Vallée       | Stéphanie Vallée       |
| Hull                          |                       | Maryse Gaudreault        | Maryse Gaudreault      | Maryse Gaudreault      |
| Papineau                      |                       | Alexandre Iracà          | Alexandre Iracà        | Alexandre Iracà        |
| Pontiac                       |                       | Charlotte L'Écuyer ‡     |                        | André Fortin           |
| Saguenay–Lac-Saint-Jean       |                       |                          |                        |                        |
| Chicoutimi                    |                       | Stéphane Bédard          | Stéphane Bédard        | Stéphane Bédard        |
| Dubuc                         |                       | Jean-Marie Claveau       |                        | Serge Simard           |
| Jonquière                     |                       | Sylvain Gaudreault       | Sylvain Gaudreault     | Sylvain Gaudreault     |
| Lac-Saint-Jean                |                       | Alexandre Cloutier       | Alexandre Cloutier     | Alexandre Cloutier     |
| Roberval                      |                       | Denis Trottier           |                        | Philippe Couillard     |